# Coleophora directella
Coleophora directella é uma espécie de mariposa do gênero Coleophora pertencente à família Coleophoridae.